# Cleveland Rams 1941
La stagione 1941 dei Cleveland Rams è stata la sesta della franchigia nella National Football League, la settima complessiva. Con un record di 2 vittorie e 9 sconfitte la squadra precipitò all'ultimo posto della propria division.

## Scelte nel Draft 1941
| Scelte dei Rams nel Draft 1941 |        |                     |       |               |
| Giro                           | Scelta | Giocatore           | Ruolo | College       |
| 1                              | 4      | Rudy Mucha          | G     | Washington    |
| 2                              | 14     | Abe Shires          | T     | Tennessee     |
| 3                              | 19     | Jay MacDowell       | T     | Washington    |
| 4                              | 29     | Walt (Butch) Luther | B     | Nebraska      |
| 5                              | 34     | Chet Haliski        | B     | Oregon        |
| 6                              | 44     | Jim Kisselburgh     | B     | Oregon St.    |
| 7                              | 54     | Ray Prochaska       | E     | Nebraska      |
| 8                              | 64     | Tony Gallovich      | WB    | Wake Forest   |
| 9                              | 74     | Milt Simington      | G     | Arkansas      |
| 10                             | 84     | John Pendergast     | C     | Wake Forest   |
| 11                             | 94     | Nick Drahos         | T     | Cornell       |
| 12                             | 104    | Harold Punches      | G     | Colorado      |
| 13                             | 114    | Bill McMurray       | E     | Murray St.    |
| 14                             | 124    | Bill Elmore         | B     | California    |
| 15                             | 134    | Warren Densmore     | C     | Toledo        |
| 16                             | 144    | Gordon Wilson       | G     | Texas-El Paso |
| 17                             | 154    | Kirk Hershey        | E     | Cornell       |
| 18                             | 164    | Cobbie Lee          | B     | Murray St.    |
| 19                             | 174    | Harold Hursh        | B     | Indiana       |
| 20                             | 184    | Leo Barnes          | T     | LSU           |

## Calendario
| Stagione regolare |                        |           |
| Turno             | Avversario             | Risultato |
| 1                 | Pittsburgh Steelers    | V 17–14   |
| 2                 | at Chicago Cardinals   | V 10–6    |
| 3                 | at Green Bay Packers   | S 24–7    |
| 4                 | Chicago Bears          | S 48–21   |
| 5                 | at Detroit Lions       | S 17–7    |
| 6                 | Green Bay Packers      | S 17–14   |
| 7                 | at Washington Redskins | S 17–13   |
| 8                 | Detroit Lions          | S 14–0    |
| 9                 | at Chicago Bears       | S 31–13   |
| 10                | at New York Giants     | S 49–14   |
| 11                | Chicago Cardinals      | S 7–0     |

## Classifiche
| NFL Western Division |    |   |   |      |       |     |     |     |
|                      | V  | S | P | %    | DIV   | PF  | PS  | STR |
| Chicago Bears        | 10 | 1 | 0 | .909 | 7–1   | 396 | 147 | V5  |
| Green Bay Packers    | 10 | 1 | 0 | .909 | 7–1   | 258 | 120 | V8  |
| Detroit Lions        | 4  | 6 | 1 | .400 | 3–4–1 | 121 | 195 | V1  |
| Chicago Cardinals    | 3  | 7 | 1 | .300 | 1–6–1 | 127 | 197 | S2  |
| Cleveland Rams       | 2  | 9 | 0 | .182 | 1–7   | 116 | 244 | S9  |

Nota: I pareggi non venivano conteggiati ai fini della classifica fino al 1972.